# Riksväg 23, Finland

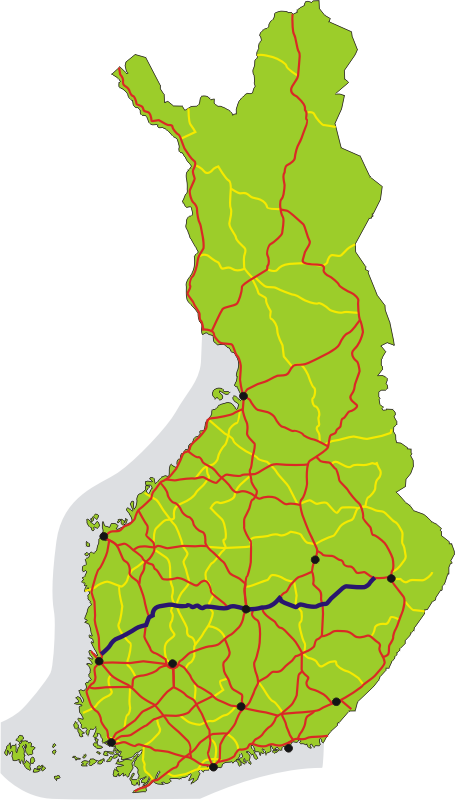
Riksväg 23 markerad med mörkblått på kartan

Riksväg 23 är en av Finlands huvudvägar. Den går från Björneborg via Jyväskylä till Joensuu. 

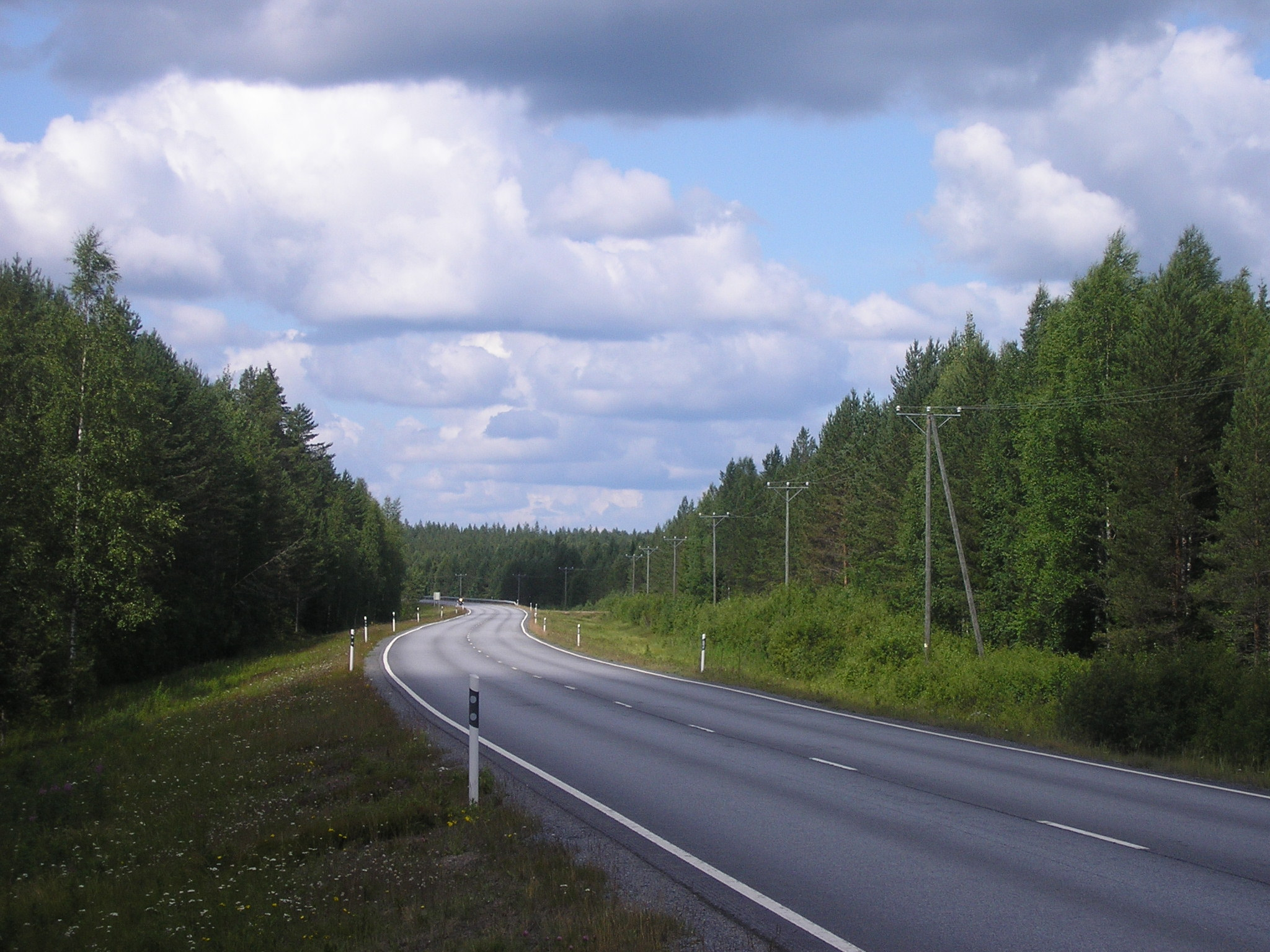
Väg 23 i Keuru kommun.

- Wikimedia Commons har media som rör Riksväg 23, Finland.